# ويليام باشمان
ويليام باشمان هو سياسي أمريكي، ولد في 9 يناير 1908، وتوفي في 12 مايو 1993. نشط حزبياً في الحزب الديمقراطي. وقد انتخب عضو مجلس نواب بنسيلفانيا ‏.